# Flurbiprofen
Flurbiprofen je nesteroidna protivnetna učinkovina, derivat propionske kisline, ki se uporablja v zdravilih za lajšanje bolečin, zlasti za lokalno oralno zdravljenje, pa tudi peroralno pri artritični bolečini ali zobobolu, ter tudi v kapljicah za oči za zmanjšanje mioze pred posegom na očesu. V Sloveniji so na voljo zdravila uporabo v ustni votlini (oralna pršila in pastile) za kratkotrajno lajšanje simptomov vnetja žrela. Strukturno in farmakološko je soroden fenoprofenu, ibuprofenu in ketoprofenu, profil neželenih učinov je kot pri ibuprofenu.